# Manager de client
Managerul de client, cunoscut în România și sub numele de manager de cont, lucrează pentru o companie și este responsabil de managementul vânzărilor și al relațiilor cu clienții. Un manager de client menține relațiile companiei cu un client sau grup de clienți, astfel încât aceștia să continue să utilizeze serviciile companiei. Acesta nu se ocupă cu gestionarea zilnică a contului în sine, ci păstrează legătura doar cu clientul contului care i-a fost atribuit. În general, un client va avea un manager pe toată durata de folosire a serviciilor companiei. Managerii de client se află la granița dintre serviciul clienți și echipa de vânzări dintr-o companie. Acestora le sunt atribuite conturile existente ale clienților unei companii. Desemnarea unor anumiți clienți are ca scop crearea unor relații pe termen lung cu aceștia. Managerul de client trebuie să înțeleagă cerințele clientului, să-și facă un plan pentru a le îndeplini, având ca rezultat creșterea vânzărilor companiei.
Clienții cheie sunt cei mai profitabili deoarece reprezintă un număr mic de clienți fideli companiei. Potrivit unor cercetări, vânzările legate de conturile cheie ale companiilor au crescut de la 23% la 60%, din 1975 până în prezent.

## Responsabilități
Responsabilitățile unui manager de client pot varia în funcție de industria în care lucrează, dimensiunea companiei și tipul de afacere. Cererile fiecărui cont de client pot varia, iar un manager de client poate lucra cu manageri de brand pentru un cont și cu departamentul de mass-media pentru altul. De obicei, managerii de client răspund în fața directorilor de cont sau a directorului agenției care se ocupă de starea și activitatea conturilor și tranzacțiilor. Un manager de cont poate gestiona, de asemenea, un singur cont sau o varietate de conturi, în funcție de cerințele companiei. Deși responsabilitatea poate varia în funcție de companie și de conturi, există un set comun de responsabilități, după cum urmează:
1. De a genera vânzări pentru o serie de conturi și de a atinge ținta de vânzări stabilită de companie.
2. Identificarea unor noi oportunități de vânzare în cadrul conturilor existente, prin sugestia de a cumpăra un produs mai scump („up-selling”) sau sugestia de a cumpăra produse auxiliare la produsul deja cumpărat („cross-selling”), pentru a păstra o relație client-manager.
3. De a gestiona și rezolva conflictele cu clienții. Este de așteptat ca managerul de client să aibă informații specifice cu privire la operațiunile zilnice ale companiei și de a ține clientul la curent.
4. De a interacționa și de a coopera cu echipa de vânzări și alți membri ai personalului din alte departamente care lucrează la același cont.
5. Stabilirea pachetului de servicii cu clientul și compania.[4]
6. De a respecta termenele limită ale conturilor.[4]

Există situații, de exemplu, în firme de publicitate, în care un manager de client este responsabil pentru mai mult de un cont și, prin urmare, se ocupă de mai mulți clienți.
Atunci când locațiile contului nu se suprapun, managerul de client poate fi plasat la nivel divizional, districtual sau teritorial. Atunci când o echipă de vânzări are un manager de vânzări superior, managerul de client coordonează vânzările de conturi de la alte departamente sau specializări. În această situație, echipa de vânzări va lucra, în schimb, cu un cumpărător sub supravegherea directă a influencerilor și a decidenților.
- Manageri de client la nivel mondial: au rolul de a gestiona conturile companiei la nivel mondial. Acest lucru apare, de obicei, în companiile mari, cu conturi internaționale.[1]
- Manageri de client la nivel național: au rolul de a gestiona numeroase conturi la nivel național. Acest lucru apare, de obicei, în marile companii atunci când o companie are mai multe sucursale răspândite în întreaga țară.[1]

Managerii de client de la nivel mondial și cei de la nivel național pot lucra împreună după o structură ierarhică sau divizională. Se remarcă o tendință de a transfera responsabilitatea pentru cei mai importanți clienți cheie de la nivelul managerului la cel al conducerii centrale a companiei.

## Managerul clienților cheie
Managerul clienților cheie este repartizat în sediul unei companii pentru a supraveghea o echipă responsabilă de un anumit cont. Managementul conturilor cheie include managementul vânzărilor, dar, de asemenea, planificarea și gestionarea relației dintre o afacere și cei mai importanți clienți. Un manager de client căruia i s-a atribuit acest rol se va angaja într-o varietate de sarcini, inclusiv managementul de proiect, coordonarea, planificarea strategică, managementul relațiilor, negocierea, conducerea și dezvoltarea de oportunități și responsabilitatea de a ține evidența tranzacțiilor de vânzare și cumpărare de bunuri. Sarcinile pot include colaborarea la designul de produs, logistica, serviciile postvânzare și de marketing.

## Modele de management al clienților cheie
Ipoteza de bază pentru un model de management al clienților cheie este clasificarea corectă a conturilor cheie. Un model de bază folosit des în perioada 1950-1970 a fost modelul de clasificare al lui Webster. Acest model a fost adaptat de către Milman și Wilson într-unul două-dimensional și a fost extrem de important în perioada 1970-1990. Bensaou a testat acest model, în mod empiric, prin cercetările sale despre producătorii de automobile din Statele Unite și Japonia și a făcut revizuiri. De Blick a sintetizat adaptările din modelele 4S, un model de clasificare a clienților cheie. Odată cu sfârșitul anilor 1990, managementul clienților cheie s-a răspândit în cele mai multe modele B2B (business-to-business).

## Mediu de lucru
Managerii de client pot lucra pentru companii mici sau mari, fie ele corporative, financiare, de vânzare cu amănuntul, sau, spre exemplu, de guvern. Orice companie care își desfășoară activitatea pentru anumiți clienți, poate angaja un manager de client. Angajatorii tipici pot fi: 
1. Firme de proiectare și agenții de comercializare directă
2. Departamentele de Marketing
3. Marile organizații comerciale

De obicei, managerii de client lucrează într-un cadru de birou și pot lucra mai mult de 40 de ore săptămânal.  Deplasările în interes de serviciu sunt, de obicei, incluse în fișa postului. Este foarte probabil ca managerii de client de la nivel național sau mondial să fie nevoiți să călătorească mai mult.

## Calificări
Deși se caută persoane cu personalități puternice și aptitudini în vânzări, o diplomă în afaceri, marketing sau dintr-un alt domeniu înrudit este, în mod obișnuit, necesară. De asemenea, în funcție de natura contului, se poate prefera o persoană cu experiență în marketing sau în studii media. Deoarece fiecare companie are cerințe diferite, este important să se obțină informații de la fiecare companie ce poate ocupa forța de muncă.

### Asociații
- „Strategic Account Management Association (SAMA)”.
- „The Sales Management Association” (PDF). Arhivat din original (PDF) la 15 decembrie 2017. Accesat în 7 mai 2018.